# Mosteiro de Tallaght
Monastério de Tallaght foi um mosteiro cristão fundado no século VIII por Máel Ruain, no local conhecido por Tallaght, alguns quilômetros ao sul da atual Dublin, Irlanda. Operou até o período da Reforma Protestante.

## Fundação
Tallaght foi fundada em 744 d.C por Máel Ruain, um líder do movimento Culdee na Irlanda. O mosteiro incluía torres circulares, utilizadas como torres de sino/repositório de relíquias que Máel Ruain trouxe consigo, tendo como principais as relíquias de São Paulo e Pedro, além do cabelo da Virgem Maria.
A palavra tallaght  é uma variação da palavra irlandesa Tamlachta, originada da combinação das palavras tam (praga) e lecht (monumento de pedra). O nome serve como um memorial para uma praga que teria ocorrido na Irlanda em 2820 A.M. que devastou, em uma semana, cerca de 9.000 pessoas na colônia de Partólomo, sendo necessária uma grande sepultura coletiva, coberta por pedras. A existência de túmulos antigos no local servem como evidência para a legitimidade da lenda, embora arqueólogos ainda não tenham descoberto nenhuma evidência de uma sepultura coletiva.

## A Comunidade
Os companheiros de Máel Ruin em Tallaght incluíam Ulsterman Oengus e Máel Dithruib, duas figuras conhecidas no movimento Culdee. Os nomes de outras quatro pessoas em Tallaght são: Airennan, Eochaid, José, e Dichull, os quais são hoje considerados santos na tradição Católica.

## Centro de conhecimento
Tallaght se tornou um centro de conhecimento no século IX. Dois dos maiores trabalhos produzidos no local são os martirológios, um produzido por Máel Ruain e outra por Oengus. Além disso, a vida no mosteiro foi imortalizada em crônicas, hoje referenciadas nas Memórias de Tallaght, completa provavelmente em 840 d.C.
Outra produção do mosteiro de Tallaght foi o Missal de Stowe, um trabalho com ênfase na importância da comunidade acima do individualismo. Após a morte de Máel Ruain, o Missal de Stowe foi levado para o mosteiro de Terryglass por Máel Dithruib.

## Vida diária
As regras do mosteiro eram similares (e provavelmente baseadas) nas regras da Abadia de Santo-Arnould, em Metz.
A comida deveria ser de baixa qualidade e consumida aos poucos (para evitar o pecado da gula), e bebidas eram tomadas com moderação. O autor das Memórias de Tallaght nos deixou uma descrição:
Nenhuma gota de cerveja foi bebida em Tallaght durante a vida de Maelruain’s [sic]. Quando seus monges iam para qualquer lugar, eles não bebiam nenhuma gota de cerveja em Tir Cualann, aconteça o que acontecer. No entanto, quando percorriam uma longa distância, nesse caso estavam permitidos a beber. Nem um pedaço de carne foi comido em Tallaght em sua vida [a menos que] fosse um cervo ou um porco selvagem. Que carne havia [em Tallaght foi servida] aos convidados.
As atividades no mosteiro incluíam missas, trabalho e reza coletiva, além de jardinagem e comércio para o suporte das necessidades da comunidade. Aqueles que eram alfabetizados trabalhavam no scriptorium, compondo e copiando manuscritos.

## História
O local do mosteiro foi dado a Máel Ruain "em honra de Deus e São Miguel" por Cellach (771) do Ui Donnchada, neto de Donogh, rei de Leinster (726). O mosteiro resistiu a um ataque viking em 811 d.C e sobreviveu discretamente no período da invasão Anglo-Normanda em 1169.
Após o período de turbulência, o Papa Alexandre III emitiu uma bula em 20 de abril de 1179, na qual uniu Tallaght à Arquidiocese de Dublin. Então, em 1223, o arcebispo Henry de Loundres anexou a reitoria de Tallaght à Catedral de São Patrício, em Dublin. Gradualmente a cidade de Tallaght cresceu nos arredores do mosteiro, e o arcebispo de Dublin construiu (ou possivelmente restaurou) um palácio lá. em 1324, o palácio foi fortificado para proteger os ingleses em Tallaght do saque feito pelo clã O'Byrne, expondo a necessidade de proteção e desencadeando a construção de um castelo anglo-normando, Belgard, a leste do local do mosteiro.
Durante a dissolução dos mosteiros pela Reforma, os arcebispos protestantes encarregaram-se de Tallaght. No entanto, em 1812, o castelo foi vendido para os dominicanos, que erigiram um noviciado católico romano e uma igreja lá. O Centro de Retiro Dominicano está no local hoje.
Tendo o mosteiro deteriorado no século XVII, o arcebispo derrubou-o em 1729, substituindo-o por uma residência arquiepiscopal. A torre foi tudo o que restou do castelo.
Apenas dois lembretes do antigo mosteiro são visíveis hoje, sendo que ambos foram esculpidos a partir de pedras de granito: uma pia batismal, com 1,5 metros de diâmetro, e uma cruz de 1 metro de altura, em referência à Cruz de São Máelruain. Hoje o local abriga a Igreja Irlandesa de São Máelruain, construída em 1829. A igreja, juntamente com o Centro de Retiro Dominicano, fazem de Tallaght o local de culto cristão por quase 1.300 anos.

## Referencias
1. ↑  Naas, Sean Bagnall. «Hopkins's Ireland: Early Christian Monasteries». Gerard Manley Hopkins Society. Consultado em 1 de julho de 2017
2. ↑  «Monastery of Tallaght». Catholic Answers. Consultado em 1 de julho de 2017
3. ↑  Cusack, M. F. (1870). The Student's Manual of Irish History. London: [s.n.] p. 6. Consultado em 1 de julho de 2017
4. 1 2 3  «Monastery of Tallaght»
5. ↑  Wyndham-Quin, Caroline (1865). Memorials of Adare Manor. Oxford: [s.n.] p. 205. Consultado em 1 de julho de 2017
6. 1 2  Naas. «Hopkins's Ireland»
7. ↑  Gwynn, E. J.; Purton, W. J. (1911). «The Monastery of Tallaght». Proceedings of the Royal Irish Academy. 29: 120–22. Consultado em 1 de julho de 2017
8. ↑  Wood, Michael (2015). The Liturgy of Saint John the Divine. Edinburgh: Kellbride. Consultado em 1 de julho de 2015
9. ↑  Bieler, Ludwig (1949). «Insular palaeography, present state and problems». Scriptorium. 3: 277. Consultado em 1 de julho de 2017
10. ↑  Gwynn. «Monastery of Tallaght»: 129
11. ↑  Whitney, Karl (2014). Hidden City: Adventures and Explorations in Dublin. UK: Penguin. Consultado em 1 de julho de 2011
12. ↑  Whitney. Hidden City. [S.l.: s.n.]
13. ↑  «Notes of Works». Irish Builder and Engineer. 33: 275. 1 de dezembro de 1891. Consultado em 1 de julho de 2017
14. ↑  Clark, Trish (2010). Good Night and God Bless: A Guide to Convent and Monastery Accommodation, France, United Kingdom, Ireland. Mahawa, NJ: Hidden Spring. p. 276. Consultado em 1 de julho de 2010
15. ↑  Whitney. «Hidden City»
16. ↑  «Our Villages: Tallaght, History». South Dublin History. Consultado em 1 de julho de 2017